# Магнитная лента
Магни́тная ле́нта — носитель информации в виде гибкой ленты, покрытой тонким магнитным слоем. Информация на магнитной ленте фиксируется посредством магнитной записи.
Устройства для записи звука и видео на магнитную ленту называются соответственно магнитофон и видеомагнитофон. Одна из современных разновидностей устройств для хранения компьютерных данных на магнитной ленте называется стример.
Магнитная лента произвела революцию в вещании и записи. Вместо прямых эфиров в телевизионном и радиовещании стало возможным производить предварительную запись программ для последующего воспроизведения. Первые многодорожечные магнитофоны позволяли производить запись на несколько раздельных дорожек от различных источников, а затем впоследствии сводить их в конечную запись с наложением необходимых эффектов. Также развитию компьютерной техники послужила возможность сохранения данных на длительный период с возможностью быстрого доступа к ним.
Некоторые разновидности магнитных лент, изготовленные в 1970—1980-х годах, подвержены деградации. Деградация обусловлена разрушением связующего ленты, в результате чего её использование становится невозможным.

## Технология
Магнитная лента состоит из гибкой основы, на которую с одной стороны нанесён рабочий слой — суспензия тонкого ферромагнитного порошка в специальном лаке. Между ними может наноситься промежуточный слой, обеспечивающий лучшее сцепление основы и рабочего слоя. Сам рабочий слой может состоять из нескольких слоев с ферромагнитным порошком разного состава. Кроме того, поверх рабочего слоя иногда наносят ещё один — антифрикционный, для снижения трения в тракте движения ленты, например, из коллоидного графита. Общая толщина ленты составляет от единиц до десятков микрометров, ширина — от единиц миллиметров до 100 мм и более, в зависимости от назначения. Лента поставляется и используется чаще всего смотанной в плотный рулон на сердечнике или катушке той или иной конструкции.
Основа магнитной ленты изготавливается из синтетических материалов, чаще всего ацетатцеллюлозных (диацетата и триацетата), полиэтилентерефталата (лавсана) и полиимидов. Применялись и другие материалы (бумага, целлулоид, полиэтилен, полихлорвинил), но они вышли из употребления, так как хуже отвечали требованиям, предъявляемым к магнитным лентам.
В качестве рабочего слоя используются порошки окислов железа, хрома, кобальта и их смеси, а также порошки чистых металлов. От состава, толщины и однородности рабочего слоя, размеров и формы частиц магнитного порошка во многом зависят основные характеристики ленты.
Существуют также однослойные магнитные ленты, в которых ферромагнитный порошок распределён в толще материала основы, и цельнометаллические, представляющие собой тонкую полосу из углеродистой стали. Однако подавляющее распространение получили именно многослойные ленты, описанные выше.
| Тип магнитной ленты                                      | Материал рабочего слоя                      | Типовая лента           | Постоянная времени воспроизведения, мкс | Постоянная времени воспроизведения, мкс |
| -------------------------------------------------------- | ------------------------------------------- | ----------------------- | --------------------------------------- | --------------------------------------- |
| МЭК-1 (Type 1, extra 1, normal, Fe, Fe1, IEC1, EQ 120μS) | {\displaystyle {\ce {\gamma-Fe2O3}}}        | БАСФ/Р-723Д             | 120                                     | 3180                                    |
| МЭК-2 (chromdioxid, chrom)                               | {\displaystyle {\ce {CrO2}}}                | БАСФ/С-401              | 70                                      | 3180                                    |
| МЭК-3 (Ferri chrom III, Ferrochrom)                      | {\displaystyle {\ce {\gamma-Fe2O3 + CrO2}}} | Сони/С-301 Сони/М-10655 | 70                                      | 3180                                    |
| МЭК-4 (pure metal, metal)                                | {\displaystyle {\ce {Fe}}}                  | не установлена          | 70                                      | 3180                                    |

В начале рулона ленты с фонограммой подклеивается немагнитный ракорд, цвет которого должен соответствовать скорости записанной фонограммы:
- 19,05 см/с — жёлтый
- 9,53 см/с — синий
- 4,76 см/с — белый.

В конце рулона для всех скоростей используется красный ракорд.

## Звукозапись
Магнитная лента была разработана в 1930-е годы в Германии при сотрудничестве двух крупных корпораций: химического концерна BASF и электронной компании AEG при содействии немецкой телерадиовещательной компании RRG.
В 1927 году немецкий инженер Фриц Пфлёймер (Fritz Pfleumer), после ряда экспериментов с различными материалами, сделал напыление порошком оксида железа на тонкую бумагу с помощью клея. В 1928 году он получил патент на применение магнитного порошка на полоске бумаги или киноплёнке. В этом же году он демонстрирует свой прибор для магнитной записи с бумажной лентой публике. Бумажная лента хорошо намагничивалась и размагничивалась, её можно было обрезать и склеивать. В 1936 году Национальный суд Германии признал права по патенту Пфлеймера недействительными, так как покрытие бумажной ленты железным порошком было изложено ещё в патенте Поульсена от 1898 года.
В 1932 году компания AEG, взяв на вооружение идею Пфлёймера, начала производство прибора для магнитной записи под названием «Magnetophon К1». Носителем в «Magnetophon К1» была лента, которую изготавливал немецкий химический концерн BASF. «Magnetophon К1» был представлен публике в 1935 году на радиовыставке в Берлине.
Фридрих Маттиас (Friedrich Matthias) из IG Farben/BASF разработал многослойную ленту, состоящую из подложки, клея и напыления порошком оксида железа. В 1939 году BASF представил публике эту ленту. Это изобретение было революционным. Параллельно этому инженер Вальтер Вебер работал над улучшением качества воспроизведения магнитофонов, производимых AEG. Он проводил эксперименты с подмагничиванием ленты. Опытным путём было доказано, что высокочастотное подмагничивание переменным током намного улучшает качество воспроизведения. Весной 1940 года Вебер получает патент на технологию высокочастотного подмагничивания переменным током, и уже в 1941 году AEG выпускает новую модель магнитофона «Magnetophon K4-HF». Технические характеристики этой модели аппарата магнитной записи превосходили все существовавшие тогда аппараты магнитной записи: благодаря открытой Вебером технологии, отношение сигнал/шум составило 60 дБ, а воспроизводить он уже мог частоты выше 10 кГц.
В 1942 году AEG начала проводить эксперименты по стереофонической записи звука.
Наиболее распространёнными в звукозаписи стали ленты шириной 6,35 мм/0,25 дюйма (для катушечных магнитофонов) и 3,81 мм/0,15 дюйма (в компакт-кассетах). Ленты другой ширины применялись в студийных многодорожечных магнитофонах, для видеозаписи, записи цифровых данных и для других специальных целей.
Ведущими мировыми производителями магнитных лент являлись компании BASF, Agfa (Германия), 3M (США), Denon, Maxell, TDK, Sony (Япония). В СССР главными производителями магнитной ленты были Шосткинское ПО «Свема», Казанское ПО «Тасма» имени В. В. Куйбышева и Переславское ПО «Славич».

## Видеозапись
Первый в мире видеомагнитофон был представлен фирмой Ampex 14 апреля 1956 года. Небольшая компания, основанная русским эмигрантом Александром Матвеевичем Понятовым в Калифорнии, смогла сделать настоящий прорыв в технологии видеозаписи, изобретя поперечно-строчную видеозапись и применив систему с вращающимися головками. Они использовали ленту шириной 2 дюйма (50,8 мм), которая наматывалась на бобины — так называемый формат Q (Quadruplex). 30 ноября 1956 года — Си-Би-Эс впервые использовала «Ампэкс» для отсроченного выпуска в эфир программы новостей. Видеомагнитофоны произвели настоящую технологическую революцию на телецентрах.
В 1965 году «Ampex» изобрела принцип цветной видеозаписи с переносом спектра.
В 1969 году компания Sony представила формат наклонно-строчной аналоговой магнитной видеозаписи U-matic. Это первый кассетный формат, использующий видеокассету, с магнитной лентой ширины 3/4 дюйма.
Настоящим прорывом в бытовой видеозаписи стал формат VHS, представленный компанией JVC в 1976 году. Недорогие и надежные видеомагнитофоны, а также удачный маркетинг способствовали массовому распространению формата.
В 1982 году Sony выпустила систему Betacam. Частью этой системы была видеокамера, которая впервые в одном устройстве объединяла и телевизионную камеру и записывающее устройство. Между камерой и видеомагнитофоном не было кабелей, таким образом, видеокамера давала значительную свободу оператору. В Betacam используется 1/2" кассеты. Он быстро стал стандартом для производства теленовостей и для студийного видеомонтажа.
В 1986 году Sony представила первый цифровой формат видеозаписи D1, стандартизованный SMPTE, это положило начало эре цифровой видеозаписи. Наиболее распространённым бытовым форматом цифровой видеозаписи стал формат DV, представленный в 1995 году.

## Хранение данных
Магнитная лента была впервые использована для записи компьютерных данных в 1951 году в компании Eckert-Mauchly Computer Corporation на ЭВМ UNIVAC I. В качестве носителя использовалась тонкая полоска металла шириной 12,65 мм, состоящая из никелированной бронзы (называемая Vicalloy). Плотность записи была 128 символов на дюйм (198 микрометров / символ) на восемь дорожек.
В 1964 году семейства IBM System/360, в фирме IBM был принят стандарт 9-дорожечной ленты с линейной записью, который впоследствии распространился также в системах других производителей и широко использовался до 1980-х годов.
В домашних персональных компьютерах 1970-х и начала 1980-х годов (вплоть до середины 1990-х) в качестве основного внешнего запоминающего устройства во многих случаях использовался обычный бытовой магнитофон и компакт-кассета.
В 1989 году компаниями Hewlett-Packard и Sony на базе аудиоформата DAT был разработан формат хранения данных DDS (англ. Digital Data Storage).
В 1990-е годы для систем резервного копирования персональных компьютеров были популярны стандарты QIC-40 и QIC-80, использовавшие небольшие кассеты физической ёмкостью 40 и 80 Мбайт соответственно.
Гарантированный срок хранения информации на магнитных лентах составляет 30-40 лет, хотя есть примеры сохранённой информации с возрастом более 50 лет.